# Sukorejo Kulon
Sukorejo Kulon is een bestuurslaag in het regentschap Tulungagung van de provincie Oost-Java, Indonesië. Sukorejo Kulon telt 2679 inwoners (volkstelling 2010).